# Lică Nunweiller
Lică Nunweiller (Piatra Neamț, 12 december 1938 – Boekarest, 8 november 2013) was een Roemeens voetballer.
Nunweiler was een middenvelder en speelde tussen 1961 en 1968  5  interlands voor Roemenië. Hij verloor geen van die wedstrijden.
Hij begon zijn loopbaan in 1957 bij Dinamo Boekarest en speelde ook nog bij FCM Bacău, in Turkije bij Beşiktaş JK en sloot zijn carrière weer af bij Dinamo Boekarest.  Zijn broer Ion Nunweiller speelde 40 keer voor het nationale elftal.
Op 74-jarige leeftijd is hij in 2013 overleden.